# توم كاربر
توماس ريتشارد «توم» كاربر (بالإنجليزية: Thomas Richard "Tom" Carper) هو سيناتور أمريكي عن ولاية ديلاوير والحاكم الحادي والسبعين عليها.